# Heaphy River
Der Heaphy River ist ein rund 33 km langer Fluss in der Region West Coast auf der Südinsel von Neuseeland.

## Geographie
Der Fluss entspringt in der Domett Range und fließt durch den Kahurangi National Park, bevor er im Westen zwischen Heaphy Bluff und Heaphy Beach in die Tasmansee mündet.
Der Heaphy River wurde, wie auch der 78,4 km lange Heaphy Track, der den Fluss vom Mündungsgebiet angefangen auf 11 km flussaufwärts begleitet, nach dem englischgebürtigen neuseeländischen Maler, Soldaten und Forscher Charles Heaphy benannt.
Der Fluss ist unter Anglern für seine Brown Trouts (Forellen) bekannt.